# Île Jibei
L'île Jibei (Chinois traditionnel: 吉貝嶼; pinyin: Jíbèi Yǔ) est une île de la municipalité de Baisha dans le comté de Penghu à Taiwan,.

## Géologie
L'île est située à 5,5 km au large de l'Île de Penghu et couvre une superficie de 3,05 km2.

## Transport
L'île Jibei est doté d'un quai reliant par bateau le quai Chikan, le quai Houliao sur l'île de Baisha.